# Vittorio Alfieri (drámaíró)

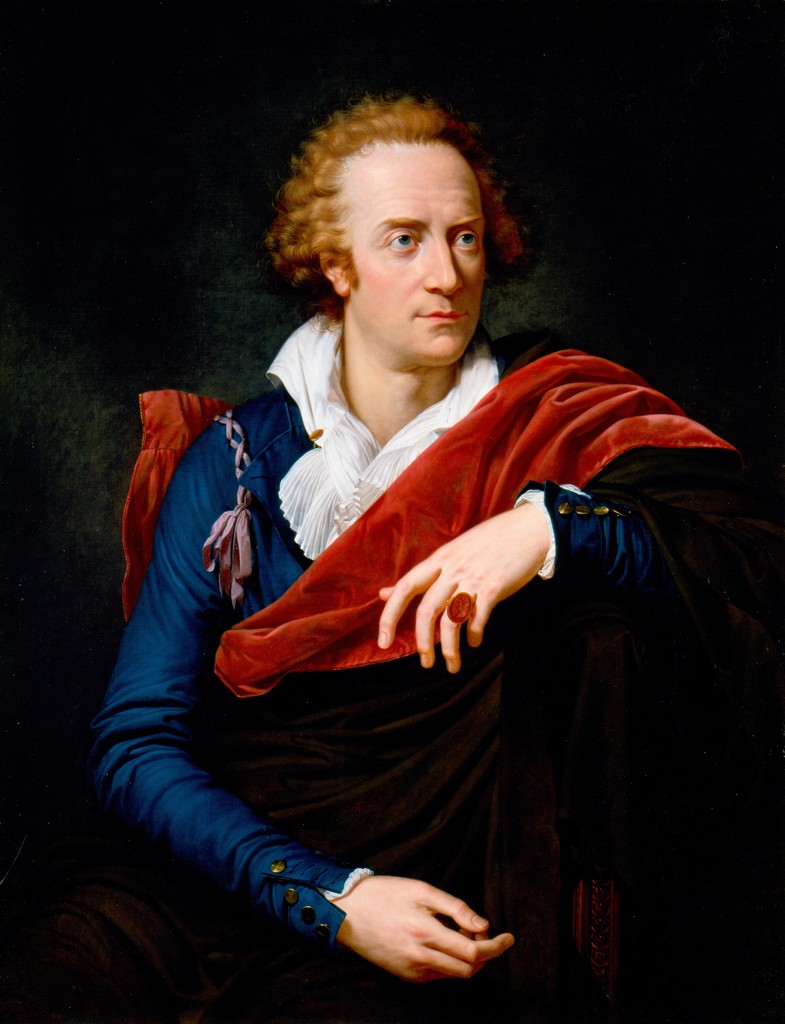
François-Xavier Fabre festménye (1794)

Vittorio Amadeo Alfieri gróf (Asti, 1749. január 16. – Firenze, 1803. október 8.) olasz drámaíró, költő és író.

## Életrajz
Előkelő gazdag családból származott, de apját már egyéves korában elvesztette s így csak nagyon hiányos nevelést kapott. A torinói katonai akadémián tanult, de ezt csakhamar megunván 1767-től 1772-ig keresztül-kasul utazta Európát anélkül, hogy tulajdonképpen valamit tanult volna. 1772-ben visszatért Torinóba ment. 1775-ben Cleopatra című szomorújátékával a nyilvánosság elé lépett; ez ugyan nem valami jó mű volt, de annyi jelentőséggel mégis bírt, hogy íróját további munkálkodásra buzdította. 1777-től, hosszabb ideig Siénában s Firenzében tartózkodott. Itt ismerkedett meg a szép és szellemes Albany Lujza (Louise Stolberg) grófnővel, Stuart Károly Eduard angol trónkövetelő nejével, s csakhamar sírig tartó barátságot kötött vele.
1778-ban Toszkánába költözött, életjáradék fejében ingóságait nővérére hagyta. Dante, Machiavelli s más régebbi írók tanulmányozása köztársasági hajlamokat ébresztett föl benne, aminek munkáiban is kifejezést adott. 1785-ig tíz szomorújátékot irt. E művei az eszmék gazdagsága, a bennük nyilvánuló érzelem melegsége s erőteljes kifejezéseinél fogva nagy nevet szereztek neki hazájában; voltak azonban ócsárlói is, akik nyers irályát lobbantották szemére, ezért Alfieri alaposan átdolgozta munkáit s később is különös figyelmet fordított irályára.
Stuart halála után Alfieri együtt élt Stuart özvegyével és Párizsban telepedett le. Rajongó köztársasági lévén, lelkesedéssel üdvözölte a francia forradalom kitörését s a Bastille bevételét ódában énekelte meg. A következő évek eseményei azonban kiábrándították republikánus rajongásából, és barátnőjével visszatért Firenzébe. Birtokait a konvent elkobozta s ezért halálosan meggyűlölte a franciákat; gyűlöletének a halála után 10 évvel megjelent Misogailo című munkájában megfelelő kifejezést is adott. Hazájába visszatérve, magasabb műveltség elnyerésére s különösen a görög nyelv tanulására szentelte magát és rövid idő alatt bámulatos eredményt ért el. Túlfeszített munkálkodása azonban betegágyba döntötte s nemsokára meg is halt. Utolsó éveiben teljesen elveszítette kedélyét s a világtól elvonulva élt. Barátnője Firenzében temettette el a Santa Croce templomban. Nyugvóhelyét Canova által faragott emlékkő jelzi.

## Munkássága, művei
"Asti városában, Piemontéban, 1749. január 17-én jómódú, nemes és becsületes szülők sarjaként jöttem világra." Ekképp írt magáról Vittorio Alfieri – az olasz Settecento legnagyobb tragédiaírója – az 1790 körül alkotott "Életem" című önéletrajzában. Rövid, de mozgalmas élete során a szerző ezt az irodalmi műfajt sem hanyagolta el. Vívódó jelleme egyébiránt – amellett, hogy kalandos életének egyik okozója lett – egyszersmind a nyugtalan romantika egyik előfutárává tette őt.
Alfieri 20 melodrámát és 6 vígjátékot írt. Az olasz tragikai irodalom úttörőjének mondják s dicsőségét leginkább annak köszönheti, hogy munkáival igaz haza és szabadságszeretetet költött fel honfitársaiban. Mindig a magasztosért rajong s hőseit rendesen merev heroizmus jellemzi; darabjaiban kerüli a cicomát, fölösleges sallangot s rendesen nagyon kevés szereplői vannak, miáltal bizonyos hidegség vonul rajtuk végig, ami előadásukra is nagy befolyással volt. Nyelvezete s verselése összhangban van ezzel, s bár az előbbi mindig erőteljes, helyes és nemes, mégis színtelen, verseiből pedig hiányzik a harmónia. Vígjátékai korántsem oly sikerültek, mint tragédiái; többnyire politikai tendenciájuk van s hiányzik belőlük a komikum.
Többi munkái közül különösen szatírái érdemelnek említést. Írt ódákat, szonetteket, epigrammákat, vegyes költeményeket, végül egy hőskölteményt L'Etruria vendicata címmel, négy énekben. Prózái közül különösen említésre méltó teljes őszinteséggel megírt önéletrajza, melyet csak halála előtt négy hónappal szakított meg. Különös sikerrel fordította Sallustiust. Összes munkái Opere címmel Pisában jelentek meg (1805-1815) 22 kötetben. Színművei Tragedie címmel Milanesi által az eredeti kéziratok után revideálva Firenzében jelentek meg (1855) 2 kötetben. Később Mazzatinti adta ki Lettere e inedite címmel Alfieri munkáit 1890-ben Torinóban.

## Magyarul
- Sofonisba. Szomorújáték; ford. Császár Ferenc; Egyetem betűi, Buda, 1836 (Külföldi játékszín)
- Orestes. Szomorújáték; ford. Császár Ferenc; Egyetem betűi, Buda, 1836 (Külföldi játékszín)
- Mirra. Szomorújáték. Ristori Adél fényszerepének kivonata Sárosy Gyulától; Gyurián Ny., Pest, 1856
- Tragédiák / Oresztesz / Sofonisba; ford. Tótfalusi István, Császár Ferenc, előszó Madarász Imre; Nemzeti Tankönyvkiadó, Bp., 1994 (Felfedezett klasszikusok)
- Saul / Második Brutus. Bruto secondo; ford. Juhos Lóránt; Eötvös, Bp., 2002 (Eötvös klasszikusok)
- Versek; ford., utószó Simon Gyula; Eötvös, Bp., 2007 (Eötvös klasszikusok)